# Henricia gracilis
Henricia gracilis är en sjöstjärneart som först beskrevs av Ludwig 1905.  Henricia gracilis ingår i släktet Henricia och familjen krullsjöstjärnor. Inga underarter finns listade i Catalogue of Life.